# 珠市口
39°53′24″N 116°23′32″E / 39.88992°N 116.39214°E

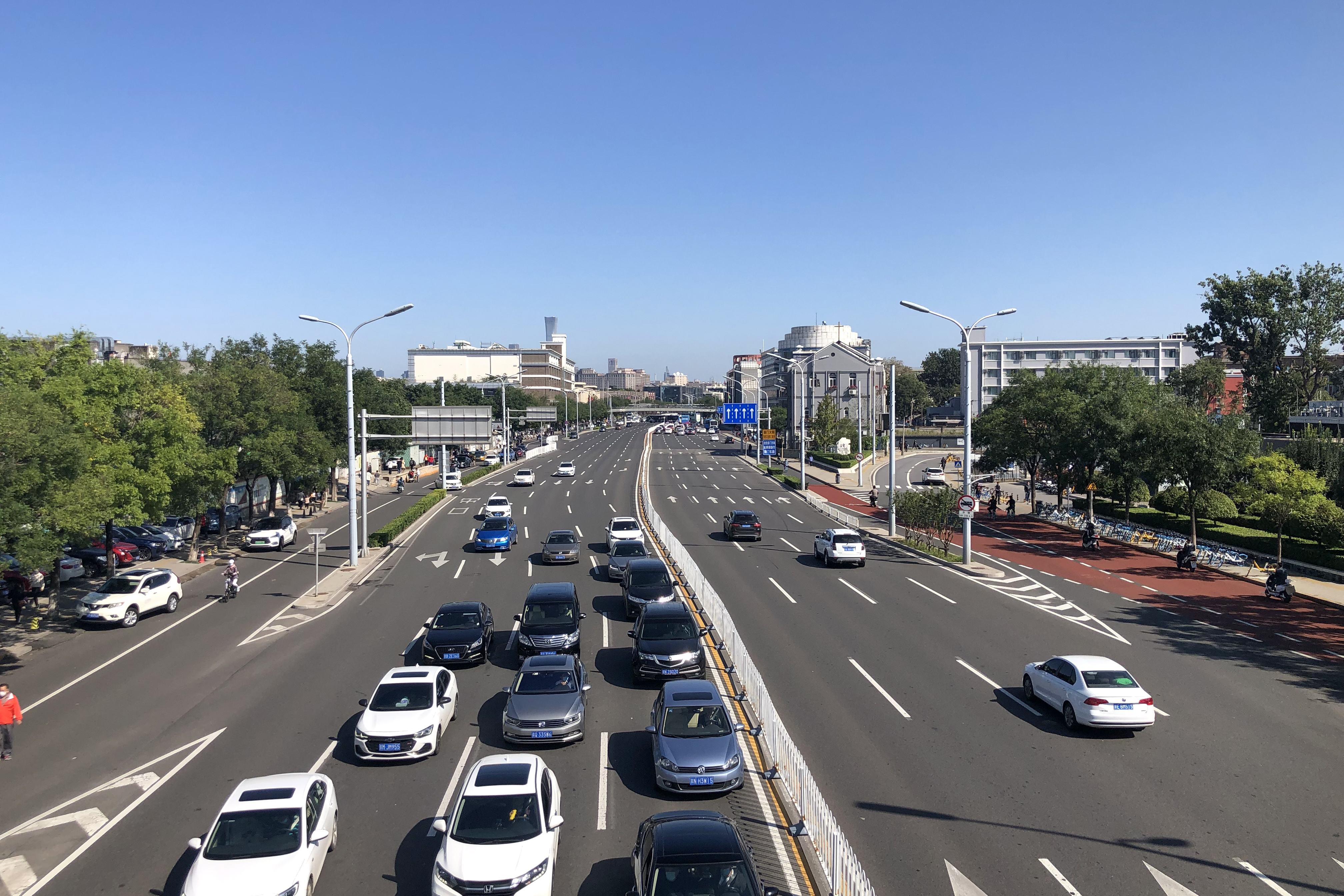
从西侧的人行天桥眺望珠市口（2021年）

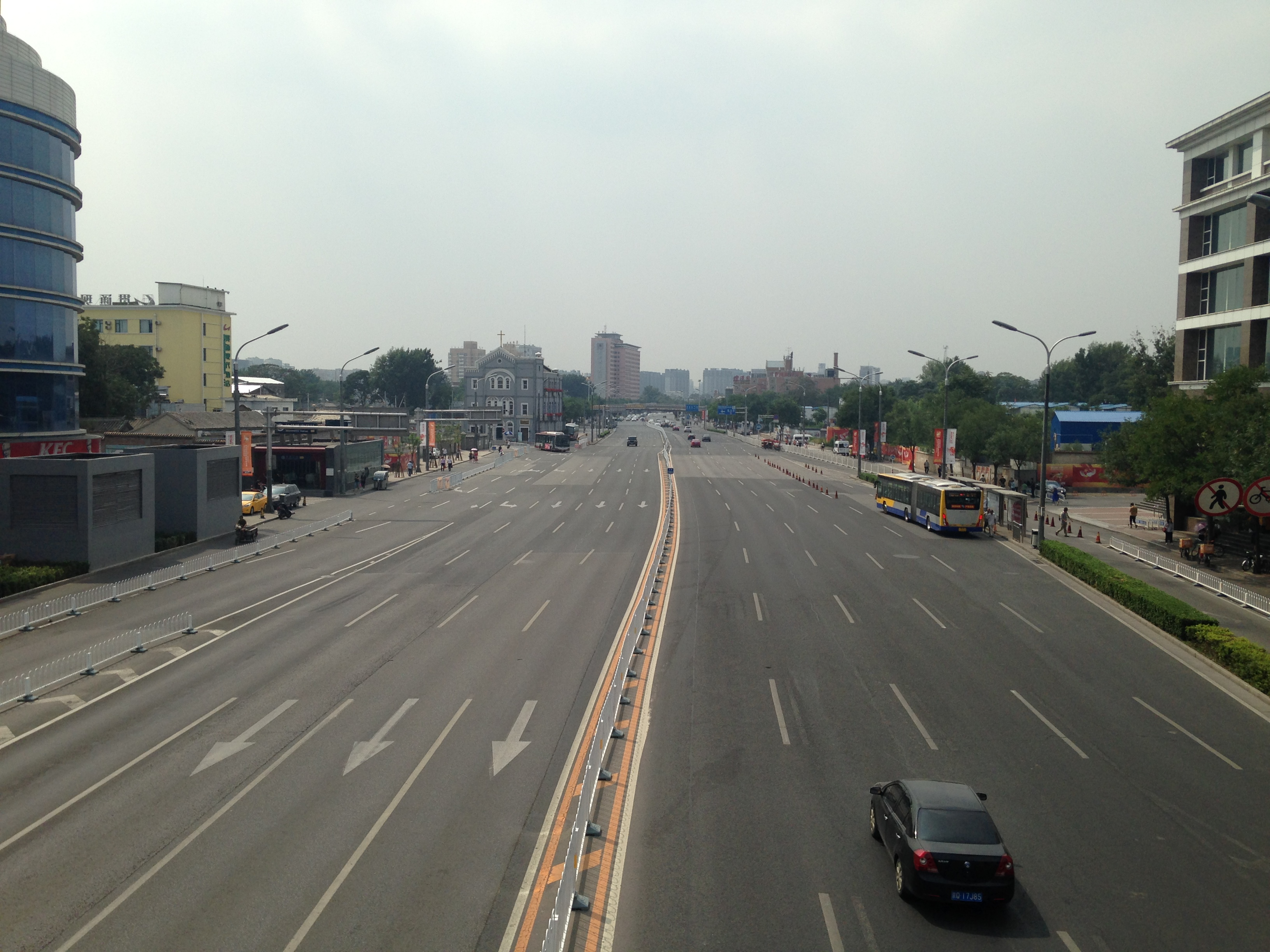
從東側的人行天橋眺望珠市口（2015年）

珠市口是北京的一个繁华路口。位于前门大街商业街南端，北京城中轴线上。

## 历史
珠市口原名“猪市口”，明朝为北京正阳门外著名的买卖活猪的集市。到清朝，猪市消失了，猪市口谐音雅化为“珠市口”。
珠市口向西为珠市口西大街，向东为珠市口东大街。向南仍为前门大街但不是步行街。
北京地铁7号线在此设珠市口站，该站2014年12月28日启用，2018年12月30日接入8号线南段。